# Neoserica nangana
Neoserica nangana är en skalbaggsart som beskrevs av Frey 1968. Neoserica nangana ingår i släktet Neoserica och familjen Melolonthidae. Inga underarter finns listade i Catalogue of Life.